# Jóhannes Haukur Jóhannesson
Jóhannes Haukur Jóhannesson (Hafnarfjörður, 25 febbraio 1980) è un attore islandese.

## Biografia
È noto per essere stato parte del cast di serie televisive come Il Trono di Spade, The Innocents e Vikings: Valhalla, oltre ai film Atomica bionda e Alpha - Un'amicizia forte come la vita.

## Filmografia

### Attore

#### Cinema
- Reykjavík-Rotterdam, regia di Óskar Jónasson (2008)
- Bjarnfreðarson, regia di Ragnar Bragason (2009)
- Black's Game, regia di Óskar Thór Axelsson (2012)
- Noah, regia di Darren Aronofsky (2014)
- L'effetto acquatico - Un colpo di fulmine a prima svista (L'Effet aquatique), regia di Sólveig Anspach (2016)
- Atomica bionda (Atomic Blonde), regia di David Leitch (2017)
- I Remember You, regia di Óskar Thór Axelsson (2017)
- Alpha - Un'amicizia forte come la vita (Alpha), regia di Albert Hughes (2018)
- I fratelli Sisters (The Sisters Brothers), regia di Jacques Audiard (2018)
- L'inganno perfetto (The Good Liar), regia di Bill Condon (2019)
- Che fine ha fatto Bernadette? (Where'd You Go, Bernadette), regia di Richard Linklater (2019)
- Bloodshot, regia di Dave Wilson (2020)
- Eurovision Song Contest - La storia dei Fire Saga (Eurovision Song Contest: The Story of Fire Saga), regia di David Dobkin (2020)
- Infinite, regia di Antoine Fuqua (2021)
- Zona 414 (Zone 414), regia di Andrew Baird (2021)
- Captain America: Brave New World, regia di Julius Onah (2025)

#### Televisione
- Réttur – serie TV, 8 episodi (2009-2010)
- Lazy Town – serie TV, 1 episodio (2013)
- A.D. - La Bibbia continua (A.D.: The Bible Continues) – miniserie TV (2013)
- Il Trono di Spade (Game of Thrones) – serie TV, episodi 6x07-6x08 (2016)
- The Last Kingdom – serie TV, episodi 2x02-2x03 (2017)
- The Innocents – serie TV, 8 episodi (2018)
- Origin – serie TV, 6 episodi (2018)
- Beforeigners – serie TV, 4 episodi (2019)
- Lettera al re (The Letter for the King) – serie TV, 5 episodi (2020)
- Cursed – serie TV, 4 episodi (2020)
- Vikings: Valhalla – serie TV, 15 episodi (2022-2023)
- Succession – serie TV, 5 episodi (2023)
- The Witcher – serie TV (2023-in corso)
- Those About to Die, regia di Roland Emmerich e Marco Kreuzpaintner – miniserie TV (2024)
- Miss Fallaci – serie TV (2025)

## Doppiatori italiani
Nelle versioni in italiano delle opere in cui ha recitato, Jóhannes Haukur Jóhannesson è stato doppiato da:
- Alessandro Budroni ne L'effetto acquatico - Un colpo di fulmine a prima svista, Che fine ha fatto Bernadette?
- Fabrizio Dolce in A.D. - La Bibbia continua, Succession
- Christian Iansante in Alpha - Un'amicizia forte come la vita
- Massimo Bitossi ne L'inganno perfetto
- Francesco De Francesco in Bloodshot
- Gianpaolo Caprino in Eurovision Song Contest - La storia dei Fire Saga
- Dodo Versino ne Il Trono di Spade
- Ruggero Andreozzi in Infinite
- Giorgio Perno in Vikings: Valhalla
- Andrea Lavagnino in Those About to Die